# Giovanni Muzzarelli
Giovanni Muzzarelli (Mantova, 1486-1487 – Mondaino, 30 marzo 1516) è stato un poeta italiano.

## Biografia

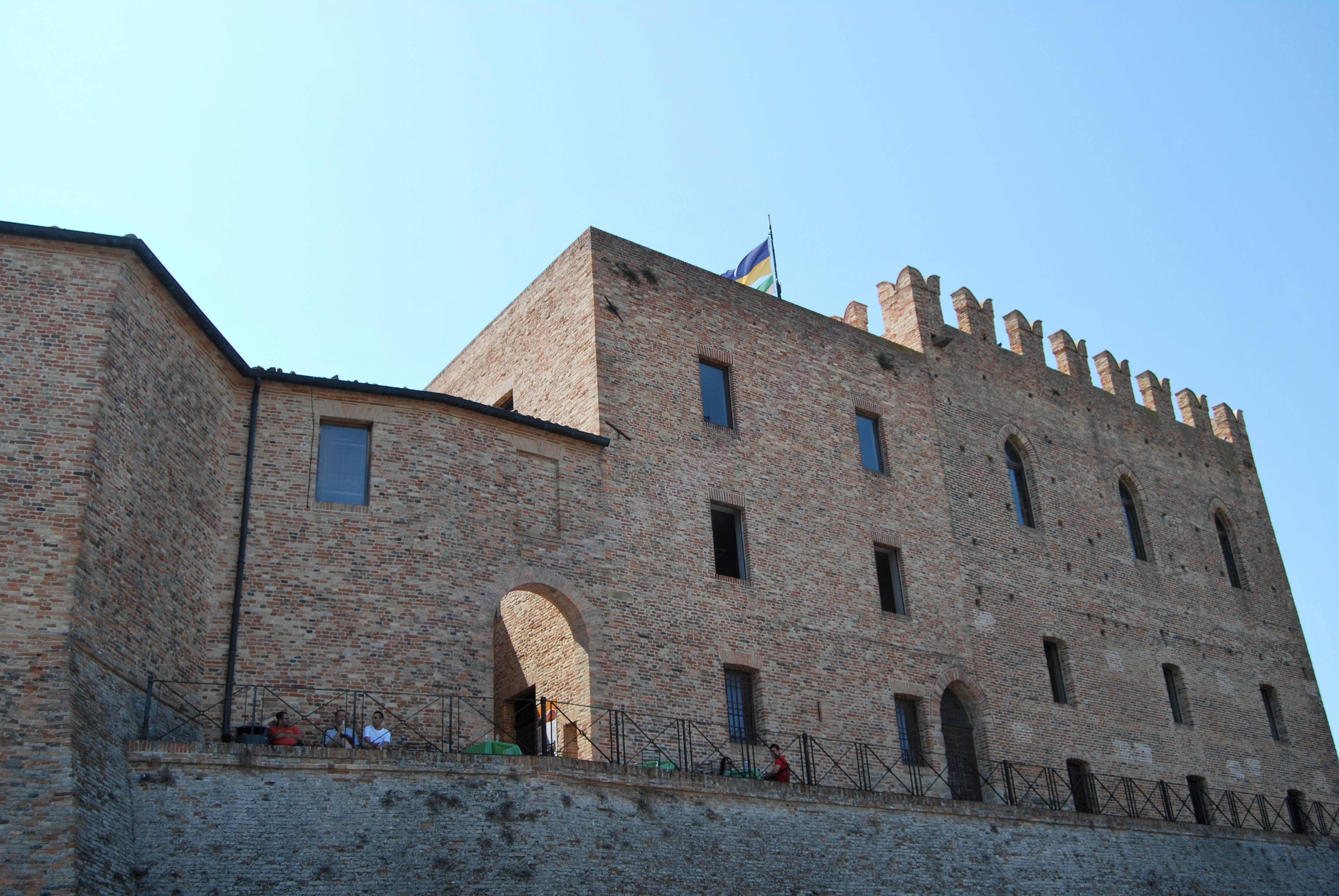
Mondaino, rocca malatestiana.

Studiò agli inizi del XVI secolo diritto a Bologna e divenne un protetto del vescovo di Mantova Ludovico Gonzaga, che creò nel castello di Gazzuolo una importante corte di letterati e di artisti. Dopo la morte del prelato, Giovanni passò alla corte di Sabbioneta e quindi, grazie a Elisabetta Gonzaga duchessa consorte di Urbino, andò a Roma, dove seppe ritagliarsi un posto di rilievo nell'ambiente culturale. Giovanni de' Medici, eletto papa nel 1513 col nome di Leone X, divenne un estimatore delle sue opere. Nel marzo 1514 il papa lo nominò governatore della rocca di Mondaino, ma la carica gli procurò numerosi problemi soprattutto con i notabili del luogo. Il poeta scomparve e il suo corpo venne trovato nel marzo 1516 in un pozzo della rocca.

## Opere
- Alma felice e rara, 1505
- Amorosa opra, 1506-1508
- Fabula di Narciso
- Rime